# شهرستان کانیون، سانتا کلاریتا (کالیفرنیا)
شهرستان کانیون (به انگلیسی: Canyon Country) یک منطقهٔ مسکونی در ایالات متحده آمریکا است که در کالیفرنیا واقع شده‌است. این محله در بخش شرقی شهر سانتا کلاریتا، در شمال غربی شهرستان لس آنجلس، کالیفرنیا، ایالات متحده و در امتداد رودخانه سانتا کلارا بین کوه‌های سیرا پلونا و کوه‌های سن گابریل قرار دارد. این پرجمعیت‌ترین محله از چهار محله سانتا کلاریتا است. شهرستان کانیون ۴۶۰ متر بالاتر از سطح دریا واقع شده‌است.